# Agnetha Fältskog
Agnetha Åse Fältskog (/agˈneːtà ˈoːsə ˈfɛltskùːɡ/; Jönköping, Suecia, 5 de abril de 1950) es una cantante y compositora sueca, miembro del grupo ABBA, junto con Björn Ulvaeus, Benny Andersson y Anni-Frid Lyngstad. Saltó al estrellato internacional en la década de 1970 como miembro de ABBA, uno de los grupos musicales con mayores ventas de la historia.

## Biografía
Agneta Åse Fältskog nació en Jönköping el 5 de abril de 1950.  Fue la primera de dos hijas del gerente de grandes almacenes Knut Ingvar Fältskog (1922-1995) y su esposa Birgit Margareta Johansson (1923-1994).  Ingvar mostró mucho interés por la música y el mundo del espectáculo,  y Birgit se dedicó a sus hijos y al hogar.  La hermana menor de Fältskog, Mona, nació en 1955.
Fältskog escribió su primera canción a los seis años, titulada "Två små troll" ("Dos pequeños trolls").  En 1958, comenzó a tomar clases de piano y también cantó en el coro de una iglesia local.  A principios de 1960, Fältskog formó un trío musical, The Cambers, con sus amigas Lena Johansson y Elisabeth Strub. Actuaron localmente en locales pequeños, pero pronto se disolvieron por falta de trabajo.  El primer compromiso profesional de Fältskog llegó después de que la contrataran en una banda de baile local (Bernt Enghardts) a los 15 años, tras lo cual dejó la escuela y trabajó como telefonista mientras actuaba con la banda.
Fältskog cita a Connie Francis, Marianne Faithfull, Aretha Franklin y Lesley Gore como sus influencias musicales más fuertes.
El 6 de julio de 1971, Agnetha contrajo matrimonio con Björn Ulvaeus, con el que tuvo dos hijos, Linda y Christian. En 1978 Björn y Agnetha se separaron, aunque accedieron a permanecer en ABBA, hasta tres años más tarde cuando el grupo se separó. El fracaso de su matrimonio inspiró a Ulvaeus a escribir la letra de "The Winner Takes It All".

## Trayectoria

### 1966-1971
Durante dos años, Fältskog continuó cantando con la banda de Bernt Enghardt y, a medida que su popularidad crecía, decidió dejar su otro trabajo cuando combinar ambas carreras resultó ser físicamente demasiado exigente.  Durante ese tiempo, Fältskog rompió con su novio Björn Lilja; este evento la inspiró a escribir una canción, "Jag var så kär" ("Estaba tan enamorada"), que pronto la catapultó a la fama mediática  que también se convirtió en su primer número uno en el programa de radio Kvällstoppen, a principios de 1968. 
Su segundo sencillo, "Utan dig" (Sin ti), también fue un gran éxito, al igual que su tercer sencillo de 1968, "Allting har förändrat sig" (Todo ha cambiado). También presentó la canción "Försonade" ("Reconciliada") al Melodifestivalen, la prueba preliminar sueca para el Festival de la Canción de Eurovisión, pero no fue seleccionada para la final.  Fältskog se convirtió en una de las artistas pop más populares de Suecia, participando en un especial de televisión sobre el compositor sueco Jules Sylvain en 1969.  Ese mismo año, lanzó el sencillo "Zigenarvän" ("Amiga gitana") sobre una joven que asiste a una boda gitana y se enamora del hermano de la novia. Su lanzamiento coincidió con un acalorado debate sobre los gitanos en los medios suecos, y Fältskog fue acusada de intentar lucrarse deliberadamente escribiendo la canción.
En 1972 interpretó a María Magdalena en la versión sueca del exitoso musical Jesuchrist Superstar.
El 6 de julio de 1971, contrajo matrimonio con Björn Ulvaeus, con el que tuvo dos hijos, Linda y Christian. En 1978 se separaron, aunque accedieron a permanecer en ABBA, hasta tres años más tarde cuando el grupo se separó. El 15 de diciembre de 1990 se volvió a casar, con Tomas Sonnenfeld, del que se divorció tres años después. 

### 1971-1982 ABBA
Fältskog es uno de los cuatro miembros de Abba. Ya participó en el "prototipo" de Abba, el conjunto de cuatro que realizó una gira en 1970 bajo el nombre de Festfolket. En Abba, Fältskog compartió el papel de cantante principal con Anni-Frid Lyngstad. Fältskog posee voz de soprano y su registro musical abarca desde Re 3 hasta Mi ♭ 6.

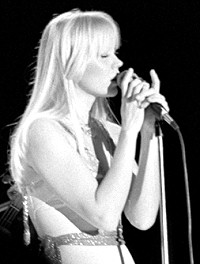
Agnetha en 1977 como integrante de ABBA.

En 1975, durante el mismo periodo en que su compañera de banda Anni-Frid Lyngstad grabó su álbum número uno en Suecia, Frida ensam, Fältskog grabó y produjo su álbum en solitario, Elva kvinnor i ett hus. Ambos álbumes se grabaron entre sesiones de fotos y la promoción de los álbumes de ABBA, Waterloo y ABBA. El álbum de Fältskog permaneció 53 semanas en la lista de álbumes sueca (más tiempo que cualquier otro álbum de ABBA), pero no logró llegar al Top 10, alcanzando el número 11. Contenía tres entradas más en Svensktoppen para Fältskog: su versión en sueco de "SOS" de ABBA (también número 4 en la lista de ventas de sencillos); "Tack För En Underbar Vanlig Dag"; y "Doktorn!". A excepción de "SOS", todas las canciones tenían letra de Bosse Carlgren y música de la propia Fältskog. La creación del álbum había estado en marcha desde 1972 cuando Fältskog comenzó a escribir las canciones, pero se retrasó debido al trabajo con ABBA y su embarazo.
Fältskog participó como compositora en el Melodifestivalen de 1981, cuando escribió "Men natten är vår" junto con Ingela Forsman.

### 1982-1988 Sin ABBA
Después de la disolución de Abba, Fältskog lanzó tres álbumes en solitario en inglés en la década de 1980. Se trataba de Wrap Your Arms Around Me, que vendió 320.000 copias sólo en Suecia, Eyes of a Woman y I Stand Alone. También apareció en la película Raskenstam en 1983 y en el mismo año cantó la canción " It's So Nice to Be Rich " como tema principal de la película P&B (1983).
Fältskog grabó los duetos "Never Again" (con Tomas Ledin) en 1982 , "The Way You Are" (con Ola Håkansson) en 1986 y "I Wasn't the One (Who Said Goodbye)" (con Peter Cetera) en 1987.
Después de una pausa de diecisiete años, Fältskog lanzó el sencillo " If I Thought You'd Ever Change Your Mind" a principios de 2004 , que es una canción de Cilla Black de la década de 1960. En abril de 2004, se lanzó el álbum de versiones My Colouring Book, que encabezó las listas de ventas suecas y le dio a Fältskog un disco de platino.
En 2008 aparece en la promoción del film Mamma Mia! en compañía de los otros tres componentes del grupo y el elenco de la película, incluida Meryl Streep.
El 11 de marzo de 2013, Fältskog lanzó un nuevo sencillo, "When You Really Loved Someone". Está incluido en el álbum A, que se lanzó posteriormente en mayo.
En 2018 , Abba se reunió después de una pausa de 35 años.
Su última aparición fue en enero de 2009 para recoger el premio "Rockbjörnen" en nombre del grupo, acudiendo con Frida.
En marzo de 2013 lanzó su nuevo sencillo en solitario "When you really loved someone", incluido en su nuevo álbum "A", lanzado en mayo del mismo año.
Las redes sociales oficiales de Fältskog se actualizaron el 23 de agosto de 2023, insinuando un nuevo sencillo titulado "Where Do We Go From Here?". La nueva canción se lanzó el 31 de agosto de 2023 y se estrenó en radio en el programa "Breakfast" de Zoe Ball en BBC Radio 2. También se anunció su álbum "A+", lanzado el 13 de octubre de 2023 y que consiste en una revisión de los temas de "A" bajo un nuevo concepto.

## Discografía

### Álbumes en sueco
1. 1969 - Agnetha Fältskog
2. 1970 - Agnetha. Vol. 2
3. 1970 - Som Jag är
4. 1972 - När en Vacker Tange Blir en Sång
5. 1975 - Elva Kvinnor I Ett Hus
6. 1979 - Tio år Med Agnetha
7. 1980 - Nu Tändas Tusen Juleljus - Agnetha & Linda Ulvaeus

### Álbumes en inglés
1. 1983 - Wrap Your Arms Around Me
2. 1985 - Eyes of a Woman
3. 1986 - Sjung Denna Sång
4. 1987 - I Stand Alone
5. 1994 - Get' Mit Hott
6. 1996 - My Love, My Life
7. 1998 - That's Me: Greatest Hits
8. 2004 - My Colouring Book
9. 2013 - A
10. 2023 - A+

### Álbumes recopilatorios
1. 1973 - Agnetha Fältskogs bästa
2. 1992 - Geh' mi Gott
3. 2004 - 13 Hits
4. 2005 - De Första åren 1967-1979
5. 2008 - My Very Best
6. 2009 - Original Album Classics (5CD)
7. 2010 - Original Album Classics (2010 3CD)

## Distinciones honoríficas

### Distinciones honoríficas suecas
- Comandante de I Clase de la Real Orden de Vasa (31/05/2024).